# Logaritmo integral

Integral logarítmica representada para valores x>2.

En matemática, el logaritmo integral, función integral de logaritmo o integral logarítmica {\displaystyle li(x)}, es una función especial de relevancia significativa en problemas de física y teoría de números, ya que da una estimación de la cantidad de números primos menores que un determinado valor (teorema de los números primos).
Se define como:

## Representación de la integral
La integral logarítmica tiene una representación en forma de integral definida para todos los números reales positivos {\displaystyle x>1} mediante la integral
{\displaystyle {\rm {li}}(x)=\int _{0}^{x}{\frac {dt}{\ln(t)}}.\;}
Donde, {\displaystyle \ln } denota el logaritmo natural. La función {\displaystyle 1/\ln(t)} tiene una singularidad en {\displaystyle t=1}, y la integral para {\displaystyle x>1} tiene que ser interpretada utilizando el valor principal de Cauchy:
{\displaystyle {\rm {li}}(x)=\lim _{\varepsilon \to 0+}\left(\int _{0}^{1-\varepsilon }{\frac {dt}{\ln(t)}}+\int _{1+\varepsilon }^{x}{\frac {dt}{\ln(t)}}\right).\;}

## Integral logarítmica desplazada
La integral logarítmica desplazada o integral logarítmica euleriana es definida como
{\displaystyle {\rm {Li}}(x)={\rm {li}}(x)-{\rm {li}}(2)\,}
o
{\displaystyle {\rm {Li}}(x)=\int _{2}^{x}{\frac {dt}{\ln t}}\,}
Como tal, esta representación integral tiene la ventaja de que evita la singularidad en el dominio de integración.
Esta función tiene la propiedad de ser una buena aproximación del número de primos menores que un número dado {\displaystyle x}, y por tanto, es la base del teorema de los números primos.

## Representación en forma de serie
La función  {\displaystyle li(x)} está relacionada con la integral exponencial {\displaystyle Ei(x)} mediante la ecuación
{\displaystyle {\hbox{li}}(x)={\hbox{Ei}}(\ln(x)),\,\!}
que es válida para x > 1. Esta identidad proporciona una representación en forma de serie de {\displaystyle li(x)} como:
{\displaystyle {\rm {li}}(e^{u})={\hbox{Ei}}(u)=\gamma +\ln u+\sum _{n=1}^{\infty }{u^{n} \over n\cdot n!}\quad {\text{ para }}u\neq 0\;,}
donde γ ≈ 0.57721 56649 01532 ... es la constante de Euler-Mascheroni. Una serie más rápida en términos de convergencia fue dada por Ramanujan:
{\displaystyle {\rm {li}}(x)=\gamma +\ln \ln x+{\sqrt {x}}\sum _{n=1}^{\infty }{\frac {(-1)^{n-1}(\ln x)^{n}}{n!\,2^{n-1}}}\sum _{k=0}^{\lfloor (n-1)/2\rfloor }{\frac {1}{2k+1}}.}

## Valores especiales
La función {\displaystyle li(x)} tiene un cero simple positivo que se obtiene para el valor x ≈ 1.45136 92348 ...; este número es más conocido como la constante de Ramanujan-Soldner. 
li(2) ≈ 1.045163 780117 492784 844588 889194 613136 522615 578151…

## Expansión asintótica
El comportamiento asintótico de la función cuando x → ∞ es 
{\displaystyle {\rm {li}}(x)={O}\left({x \over \ln x}\right)\;.}
donde {\displaystyle O\,\!} significa cota superior asintótica. La expansión asintótica completa es
{\displaystyle {\rm {li}}(x)\sim {\frac {x}{\ln x}}\sum _{k=0}^{\infty }{\frac {k!}{(\ln x)^{k}}}}
o
{\displaystyle {\frac {{\rm {li}}(x)}{x/\ln x}}\sim 1+{\frac {1}{\ln x}}+{\frac {2}{(\ln x)^{2}}}+{\frac {6}{(\ln x)^{3}}}+\cdots .}
Nótese, que como expansión asintótica, esta serie es no convergente. Esta es una aproximación razonable sólo si la serie se trunca para un número finito de términos, y sólo cuando se emplean valores para {\displaystyle x} suficientemente grandes. Esta expansión se deduce directamente de la expansión asintótica de la integral exponencial.

## Uso en teoría de números
La integral logarítmica es importante en teoría de números, ya que es utilizada para hacer una estimación de la cantidad de números primos menores que un valor dado. Por ejemplo, el teorema de los números primos asegura que:

{\displaystyle \pi (x)\sim {\hbox{li}}(x)\sim {\hbox{Li}}(x)\,\!}

donde {\displaystyle \pi (x)} denota la cantidad de números primos que hay para un valor menor o igual a {\displaystyle x}.